# Xian de Fengqing
Le xian de Fengqing (凤庆县 ; pinyin : Fèngqìng Xiàn) est un district administratif de la province du Yunnan en Chine. Il est placé sous la juridiction de la ville-préfecture de Lincang.

## Démographie
La population du district était de 420 594 habitants en 1999.